# Michał Judycki
Michał Judycki herbu własnego (zm. w 1758 roku) – marszałek Trybunału Głównego Wielkiego Księstwa Litewskiego w 1740 roku, kasztelan miński w 1742 roku, marszałek rzeczycki w 1729 roku, chorąży rzeczycki w 1715 roku.
Poseł na sejmy w latach 1718, 1722, 1724 i 1726.